# 硝甲喹酮
硝甲喹酮（英语：Nitromethaqualone）是甲喹酮的类似物，具有类似的镇静和催眠作用。与母体化合物相比，它的效力显着增强（10倍）；典型剂量约为25毫克。